# De moordenaar woont op nr. 21
De moordenaar woont op nr. 21 (Frans: L'assassin habite au 21) is een detectiveroman van de Belgische auteur Stanislas-André Steeman, verschenen in 1939. Het is een van Steemans bekendste werken. 
In 1942 werd het boek verfilmd door Henri-Georges Clouzot. De Post bracht in maart 2008 een postzegel gewijd aan deze roman, met een beeld uit de film. In 1992 verscheen het verhaal als stripverhaal, door scenarist André-Paul Duchâteau en tekenaar Xavier Musquera.

## Verhaal
Het verhaal speelt zich af in het Londen van de jaren dertig. Zeven moorden werden gepleegd in tweeënhalf maand tijd, telkens op dezelfde manier. De moorden werd telkens gepleegd in dichte mist. De slachtoffers werden telkens vermoord door een slag op het hoofd, en beroofd van hun geld. Telkens werd een visitekaartje achtergelaten met de naam Mr Smith, een pseudoniem. De inwoners van de stad zijn angstig, en de Scotland Yard staat onder druk omdat het onderzoek niet vlot; tot een getuige opduikt die Mr Smith ziet binnengaan in een gebouw aan Russell Square, nummer 21. Dit blijkt een familiepension, en de Scotland Yard staat nu voor de vraag wie van de inwoners Mr Smith kan zijn.